# 拳力逃脫
是一部2018年美國動作驚悚片，由彼得·柏格執導，莉亞·卡本特和葛拉罕·羅蘭撰寫劇本。主演包括馬克·華柏格、約翰·馬克維奇、蘿倫·科漢、伊科·烏艾斯及龍達·魯西。該片為導演柏格與演員華柏格的第四次合作。劇情描述一支絕密的中央情報局特別活動中心部門在國外執行任務，將引渡握有機密的「包裹」至美國，但路途中遭到四面埋伏。
《拳力逃脱》2018年8月17日在美國上映。

## 劇情
中央情報局探員詹姆斯·席瓦一支絕密的中央情報局特別活動中心部門潛入美國的俄羅斯聯邦安全局安全屋，企圖找出足以殺死數千人的銫武器。在詹姆斯·畢夏普探員的監督下，團隊殺死屋內所有人，但一名探員陣亡。18歲的艾納托·庫拉金在未能拯救銫後，在一次爆炸中從窗戶墜落，席瓦處決了他。
十六個月後，印多卡爾（Indocarr，形似印度尼西亞的虛構國家）警官李·努爾在美國大使館投降，藉由談判離開該國以換取有關剩餘銫的訊息；努爾將訊息放置於一枚加密的硬碟，未解密的硬碟將於八小時後自動銷毀。在對努爾進行測試時，愛麗絲·克爾探員正解決家庭問題。艾克賽領導印多卡爾情報局到達大使館並要求交出努爾；此時努爾從印多卡爾探員的暗殺中逃脫。探員珊·史諾和克爾對他的戰鬥能力感到震驚，得知對方出身自特種部隊。
席瓦同意將努爾帶到22英里外的飛機上。努爾透露家人遭腐敗的印多卡爾政府殺害而打算報復。畢夏普的監控畫面一度黑屏，在停電期間，艾克賽的手下在一輛汽車上放了一枚炸彈，導致史諾重傷。席瓦等人急忙撤退，並在臨走前為史諾留下兩枚手榴彈，讓她得以自爆殺死剩餘的敵人。
席瓦、努爾、克爾和威廉·道格拉斯進入一家餐廳等待新車輛；席瓦看到了艾克賽，不顧畢夏普的命令走向他。艾克賽告訴他放棄努爾，但席瓦拒絕。回來時，一枚手榴彈在餐廳內引爆；道格拉斯受了重傷，席瓦遭放置手榴彈的兩名女殺手襲擊。努爾幫助席瓦殺死他們。在前往安全屋時，道格拉斯在阻止艾克賽的手下時陣亡。三人在躲入一棟公寓大樓後，克爾被分開並遇到了一名小女孩。克爾和女孩使用誘殺手榴彈逃脫追殺。席瓦和努爾分道揚鑣，與敵人作戰。席瓦和努爾會合後在小女孩的帶領下，救走與敵人交手的克爾。
在去機場跑道的路上，三人與獨自追來的艾克賽對峙，被激怒的席瓦讓畢夏普用無人機飛彈將艾克賽連人帶車摧毀。克爾和努爾及時登上了飛機，努爾說出密碼。在飛機上，畢夏普注意到努爾的心跳加速，得知努爾不是雙面間諜，而是為俄羅斯政府工作的三面間諜，而庫拉金是該政府高級官員的兒子；該官員聘請努爾提供錯誤的訊息，以取得信任。克爾發現這點時，畢夏普的監視小組遭到突襲。整個團隊都被槍殺，畢曉普則重傷地走至外頭死去。席瓦意識到這一點為時已晚，事後拒絕承認克爾在飛機上遇害，並在任務後的匯報中詳細說明了這段經歷。回到家後，席瓦貼出努爾的照片，發誓要報仇雪恨。

## 演員
- 馬克·華柏格飾演CIA探員詹姆斯·「吉米」·席瓦／「老大」（CIA Agent James "Jimmy" Silva / "Child 1"）[3]
- 伊科·烏艾斯飾演李·努爾（Li Noor）
- 蘿倫·科漢飾演CIA探員愛麗絲·克爾／「老二」（CIA Agent Alice Kerr / "Child 2"）
- 龍達·魯西飾演CIA探員珊曼莎·「珊」·史諾／「老三」（CIA Agent Samantha "Sam" Snow / "Child 3"）
- 卡羅·奧本（英语：Carlo Alban）飾演CIA探員威廉·「道格」·道格拉斯／「老四」（CIA Agent William "Dougie" Douglas III/ "Child 4"）
- 約翰·馬克維奇飾演CIA探員詹姆斯·畢夏普／「老媽」（CIA Agent James Bishop / "Mother"）
- 李彩麟[4]飾演
- 尼古拉·尼克拉斐（英语：Nikolai Nikolaeff）飾演亞歷山大·阿斯拉諾夫中尉（Senior Lieutenant Aleksander Aslanov）
- 山姆·梅迪納（Sam Medina）飾演艾克賽（Axel）
- 普爾娜·雅格娜森飾演美國大使朵蘿西·布雷迪（United States Ambassador Dorothy Brady）
- 塞德里克·格維斯（英语：Cedric Gervais）飾演CIA探員格雷格·維克斯／「老五」（CIA Agent Greg Vickers / "Child 5"）

## 發行
《拳力逃脫》在美國原定2018年7月20日上映。2018年4月，該片的上映日改為2018年8月3日。之後，北美上映日又延期至2018年8月17日。

### 票房
在美國和加拿大，《拳力逃脫》與《瘋狂亞洲富豪》、《馴狼紀》同天上映並競爭，分析師預估《拳力逃脫》於首週將從3510間戲院中獲得1700萬美元的票房。美國首週票房開出1360萬美元，位居當週票房第三。

## 外部連結
- 官方网站
- 互联网电影数据库（IMDb）上《拳力逃脫》的资料（英文）
- Metacritic上《拳力逃脫》的資料（英文）
- 爛番茄上《拳力逃脫》的資料（英文）
- Box Office Mojo上《拳力逃脫》的資料（英文）